# Hathilet
Hathilet (nep. हातीलेट) – gaun wikas samiti w środkowej części Nepalu w strefie Dźanakpur w dystrykcie Mahottari. Według nepalskiego spisu powszechnego z 2001 roku liczył on 933 gospodarstw domowych i 5144 mieszkańców (2485 kobiet i 2659 mężczyzn).